# 熱血高校 (網路劇)
《熱血高校》（英語：JUDO HIGH），2018年兩岸合拍偶像劇，由蔣雪鳴、陳昊宇、曹佑寧、趙粵、温昇豪、王振、庭瑄、陳彥佐領銜主演。2017年5月10日開鏡，8月8日殺青，该剧共分两季在愛奇藝播出，第一季于2018年7月2日播出，第二季於7月23日播出。

## 播出時間
| 頻道                | 所在地          | 首播日期      | 备注                                            |
| ------------------- | --------------- | ------------- | ----------------------------------------------- |
| 爱奇艺 愛奇藝台灣站 | 中国大陆 · 臺灣 | 2018年7月2日  | 每周一連播四集                                  |
| 八大綜合台          | 臺灣            | 2022年4月10日 | 每週日22:00 - 00:00 （連播兩集，4/10首集23:00） |

## 劇情簡介
生命誠可貴，握手價更高，女神的見面會不能等，袁非（蔣雪鳴飾）的人生就是三件事，追星、追星和追星。但追過頭的下場就是違反校規，袁非只好矇騙他的冤家發小郁佳（陳昊宇飾）一起成立柔道社，捏造一場比賽，希望能拿得獎牌將功贖過。
誰知道無心插柳的社團竟成了各路奇葩的聚集地，連萬人崇拜的優等生雲青（曹佑寧飾）也一言不合就加入了柔道社。為了繼續隱瞞郁佳，袁非只能對着她的男神説出“歡迎光臨”。一羣烏合之眾硬着頭皮將柔道進行到底。在最強校工古夏（温昇豪飾）的帶領下，他們看清了自己的弱點，在笑聲、汗水與淚水中日益茁壯。經過強敵的洗禮以及突破各自心魔後，柔道社終於脱胎換骨。只是，當他們正準備迎向勝利時，才猛然驚覺柔道場上最可怕的敵人正等着將他們一一擊敗。

## 演員列表

### 主要演員
| 演員           | 角色   | 介紹 |
| 蔣雪鳴         | 袁非   | 喜愛追星的学渣，柔道社热血社长，痞裏痞氣的中二少年，在大學期間因為追星，導致學業學分不夠。為了修夠學分順利畢業，他拐騙自己的青梅竹馬郁佳一起創辦了柔道社，從此開始了一場名為“青春”的勵志故事，喜歡青梅竹馬郁佳。                       |
| 陳昊宇         | 郁佳   | 袁非的青梅竹馬，青春洋溢的女大學生，暗戀雲青。她是柔道愛好者，曾獲得兒童組柔道冠軍，夢想有天能夠站到柔道全國大賽的舞台上。 |
| 曹佑寧         | 曹雲青 | 他是一個特级优等生，长相帅气，溫柔暖男，的校園風雲人物，學校游泳隊王牌選手，帥氣校草，眾人喜愛與傾慕的對象。他外表看似高冷，實則內心温暖，重情誼講義氣。之後跟從自己的內心加入了柔道社並尋找真正的自己，是柔道社的明日之星，喜歡郁佳。 |
| 趙粵 （SNH48） | 林澗   | 可甜可鹹的校園白富美女神，學校游泳隊經理，所有人心中品學兼優的温柔學姐，喜歡雲青。无法理解云青为何加入柔道社，之後接受學校的安排同時兼任柔道社經理，化身為説一不二的嚴厲玉女掌門人。                                                   |
|                | 古夏   | 校工，學校的衞生清潔員，金牌扫地僧，不靠谱，好色、酗酒，集齐所有中年猥琐男的习气，但被一群充滿热血的柔道新人，再次点燃小宇宙加入柔道社，以教練身分帶領他們開始新的征程，找回熱情，超越昔日榮光。                                       |
| 王振           | 應若誠 | 柔道社成員，潇洒美少年，玉树临风 |
| 庭瑄           | 薛真真 | 柔道社成員 |
| 陳彥佐         | 喬雨   | 柔道社成員 |

### 其他演员
| 演員          | 角色     | 介紹                                       |
| 昌璟翔        | 包博弈   | 外號(包博奔)與袁非、李小牧是曾經新街三人組 |
| 鍾欣凌        | 郁佳媽媽 |                                            |
| 洪晟文        | 郁佳爸爸 |                                            |
| 謝宇威        | 若谷主席 | 柔道大師，柔道協會主席                     |
| 章廣辰        | 大明     | 游泳隊的成員                               |
| 孫綻          | 羅柯     | 無極社的社長，柔道選手                     |
| 王道南        | 雲青爸爸 | 說一不二的嚴父                             |
| 江少儀        | 雲青媽媽 |                                            |
| 周維鈺        | 葫蘆     |                                            |
| 張庭瑋        | 冰糖     |                                            |
| 劉明勛        | 侯主任   | 學校主任                                   |
| 林家樑        | 洪教練   |                                            |
| 陳金富        | 泳隊教練 | 學校游泳隊的教練                           |
| 楊翹碩        | 楊軻     |                                            |
| 陳丙紳 林家吟 | 梅蘭竹菊 | 柔道高手，四君子                           |
| 吳以涵        | 小派     |                                            |
| 何承蔚        | 小袁非   |                                            |
| 白小櫻        | 小郁佳   |                                            |
| 陳柏勳        | 小雲青   |                                            |
| 徐麗雲        | 小牧奶奶 | 李小牧的奶奶                               |

### 特別出演
| 演員             | 角色   | 介紹                                                      |
| 巫建和           | 李小牧 | 與袁非、包博奔是曾經新街三人組                            |
| 宋昕冉 （SNH48） | 米婧   | 超人氣偶像女團Kingnet Girls的隊長，袁非最喜歡的偶像明星。 |

### 特約演员
| 演員          | 角色       | 介紹           |
| 劭平          | 泳隊學弟   |                |
| 優治          | 泳隊學長   |                |
| 邱玟豪        | 泳隊學長   |                |
| 莘太          | 小黃       |                |
| 蔡海殷        | 劍玉女孩   |                |
| 葉蕙芝        | 快遞客服員 |                |
| 常心屏 王袖華 | 芭蕾舞女孩 |                |
| 戴昆憲        | 宴會主持人 |                |
| 文龍          | 羅柯教練   | 羅柯的柔道教練 |
| 胡大器        | 話劇社導演 |                |
| 彭義          | 廣場爺爺   |                |
| 李龢丰        | 包博弈二舅 |                |
| 謝肇明        | 李主任     |                |
| 龍三          | 陳昂       |                |
| 蕭忠文        | 段師父     |                |
| 周軒如        | 小周       |                |

### 友情出演
| 演員   | 角色     | 介紹             |
| 張景嵐 | 杜靈芝   | 柔道社指導老師   |
| 郭鑫   | 馬老師   |                  |
| 哈孝遠 | 梅蘭竹菊 | 柔道高手，四君子 |
| 林彦君 | 梅蘭竹菊 | 柔道高手，四君子 |

## 电视原声带
| 曲序 | 曲目               | 演唱           |
| ---- | ------------------ | -------------- |
| 1.   | 有本事（主题曲）   | 动力火车、TANK |
| 2.   | 甜蜜冒险（片尾曲） | 赵粤           |
| 3.   | 给梦里的你（插曲） | 陈昊宇         |

## 外部連結
- 熱血高校的Facebook專頁
- 熱血高校的新浪微博
- 台灣八大電視官方網站 （页面存档备份，存于）（繁體中文）

## 品牌贊助（後背包）
- Eastpak Taiwan （页面存档备份，存于）